# Squaliobarbus
Squaliobarbus is een geslacht van straalvinnige vissen uit de familie van karpers (Cyprinidae).

## Soort
- Squaliobarbus curriculus (Richardson, 1846)